# Watoosh!
Watoosh! — дебютний студійний альбом канадського гурта Billy Talent (на той час відомого як Pezz). Виданий у 1998 році. У 2005 році альбом був перевиданий на Atlantic Records. Альбом отримав ремастер і був перевиданий 31 травня 2024 року, а 20 грудня 2024 року вперше випущений на вінілі[джерело?].

## Список пісень
Автор музики і слів Pezz except where noted. 
| #   | Назва                                               | Тривалість |
| --- | --------------------------------------------------- | ---------- |
| 1.  | «M & M»                                             | 4:15       |
| 2.  | «Fairytale»                                         | 4:21       |
| 3.  | «Nita»                                              | 4:51       |
| 4.  | «Mother's Native Instrument»                        | 4:55       |
| 5.  | «Bird in the Basement»                              | 3:44       |
| 6.  | «Recap»                                             | 3:40       |
| 7.  | «When I Was a Little Girl»                          | 2:04       |
| 8.  | «Warmth of Windows»                                 | 3:03       |
| 9.  | «Square Root of Me»                                 | 3:57       |
| 10. | «Absorbed»                                          | 5:22       |
| 11. | «Silence»                                           | 0:07       |
| 12. | «Silence»                                           | 0:08       |
| 13. | «Silence»                                           | 0:33       |
| 14. | «Silence»                                           | 0:14       |
| 15. | «Silence»                                           | 0:12       |
| 16. | «Silence»                                           | 0:14       |
| 17. | «New Orleans Is Sinking» (кавер The Tragically Hip) | 1:14       |